# إديث ودمان بوروز
إديث ودمان بوروز (بالإنجليزية: Edith Woodman Burroughs) هي نحّاتة أمريكية، ولدت في 1871 في Riverdale, Bronx ‏ في الولايات المتحدة، وتوفيت في 6 يناير 1916 في فلاشينغ ‏ في الولايات المتحدة.